# Kasungu Airport
Kasungu Airport är en flygplats i Malawi. Den ligger i den centrala delen av landet, norr om Kasungu. Kasungu Airport ligger 1 062 meter över havet.
Omgivningarna runt Kasungu Airport är huvudsakligen savann.